# Drum Workshop

Драм Уо́ркшоп (с англ. — «барабанная мастерская»), а также просто Ди-Дабл-ю — компания-производитель барабанов и фурнитуры, расположенная в г. Окснард, штат Калифорния. Девиз компании: «Выбор барабанщика» (англ. The Drummer's Choice).

## История
Компания Ди-Дабл-ю была основана Доном Ломбарди в 1972 году как учебная студия. Поначалу там проходили лишь частные занятия, и лишь время от времени производились работы. Однако, в сотрудничестве с одним из учеников, а ныне — старшим исполнительным вице-президентом Джоном Гудом, Ломбарди учредил небольшое предприятие по продаже барабанного оборудования, чтобы покрыть расходы на содержание студии.
Вскоре на этом предприятии было создано первое изделие Ди-Дабл-ю, выдуманное Ломбарди: стул-футляр — сиденье для барабанщика, одновременно являющееся кейсом для барабанных принадлежностей. Спрос был столь высок, что после принятия предложения о покупке всех производственных мощностей барабанного производителя Камко Ди-Дабл-ю сосредоточился на производстве барабанного оборудования. О корнях, уходящих к Камко, по сей день напоминают устанавливаемые на барабаны Ди-дабл-ю своеобразные настроечные ракушки, напоминающие орудийную башню, которые были разработаны Джорджем Уэем и впервые использованы на его барабанах. Следующим изделием, представленным Ди-Дабл-ю, стала педаль для бас-барабана на нейлоновом ремне серии «5000», которая, по существу, отличалась от педали Камко только названием. Вскоре её дополнила двойная педаль, стойка для хай-хэта с поворотным основанием и стойка для выносного хай-хэта на тросе. Разрастаясь, Ди-дабл-ю нашёл первого эндорсера в лице Томми Ли из «Мётли Крю», когда он, придя в магазин, чтобы настроить свои педали, испробовал опытный образец установки Ди-Дабл-ю.

## Расширение, поглощение и новые пути
Предприятия Ди-Дабл-ю в Окснарде расширялись, под контроль Ди-Дабл-ю перешла компания «Пасифик драмс энд перкашн», нацеленная на производство недорогих установок для начинающих покупателей.
Ди-Дабл-ю впервые ввёл способ подбора барабанов по тембру, когда кадло каждого барабана перед шлифовкой выслушивается на предмет сочетания по высоте тона с остальной установкой. Кадло каждого барабана, выпущенного на заводе Ди-Дабл-ю, на внутренней стороне содержит клеймо с нотой звучания этого барабана. Ди-Дабл-ю предлагает как готовые установки стандартных размеров, так и специальные барабаны, изготовленные по заказу покупателя.
Недавно Ди-Дабл-ю вышел на рынок барабанных палочек с серией «3».

## Музыканты, представляющие Ди-Дабл-ю
Марку Ди-Дабл-ю представляют многие признанные барабанщики, включая Томми Ли, Джо Морелло, Ник Мейсон («Pink Floyd»), Дерек Родди («Серпентс Райз»), Джен Леджер (барабанщица Skillet), Дэйв Грол, Доминик Ховард («Мьюз»), Трэвис Скотт («Джудас Прист»), Эйб Лабориэл-младший (Пол Маккартни), Нил Пирт («Раш»), Картер Бофорд («Дэйв Мэттьюз бэнд»), Зак Старки, Дэниел Адэр («Никлбэк»), Томас Ланг, Терри Боззио, Тони Ройстер-младший и Могучий Макс Вайнберг, Кристоф Шнайдер (Rammstein).

## Серии барабанов
Большинство барабанов Ди-Дабл-ю могут быть изготовлены по особому заказу, при этом доступен широкий выбор размеров кадла (от восьми- до двадцативосьмидюймовых), видов покрытия и цветов фурнитуры. Особенностями установок Ди-Дабл-ю являются настроечные болты с более точной резьбой, полупокрытые пластики производства Ремо, особые подвесы томов и возможность детального подбора конфигурации каждого кадла для достижения особого звучания. Также предлагаются коктейл-драмы, детские установки, вуферы для бас-барабана и эффект-томы наподобие рототомов или гонг-барабанов.
- Коллекционная серия — серия высшего уровня, выполненная из североамериканского клёна или берёзы.
- Джазовая серия — производится специально для джазовых барабанщиков. Барабаны выполнены из клёна с внутренней частью из дерева гамвуд и оснащены литыми обручами и пластиками с покрытием.
- Классическая серия — барабаны, выполненные из махагони с кленовыми упрочняющими ободами в винтажном исполнении. Бас-барабан оснащён белым пластиком с логотипом в старом стиле и ракушками в форме бобрового хвоста для пущего впечатления состаренности.
- Проект «Эко-экс» — барабаны с диагональным кадлом из бамбука и берёзы. Могут поставляться в расширенных установках с дополнительными томами и бас-барабанами.
- Концертная серия — представленные в ноябре 2010 г., барабаны изготавливаются из клёна по фирменной технологии «Эйч-Ви-Экс», что позволяет добиться превосходного звучания в условиях «живого» выступления. Малый барабан оснащён новыми трубкообразными сквозными ракушками, барабаны имеют изменённые жетоны и особый контурный логотип на пластике бас-барабана. Концертная серия гораздо доступнее остальных серий в цене, главным образом, чтобы предложить потребителям качество Ди-Дабл-ю по более низкой цене. Вместе с «Эко-экс», эти серии не считаются заказными, какими являются все остальные серии. В настоящий момент доступны два варианта комплектов, включающие выбор из пяти различных покрытий. При этом все составляющие серии по-прежнему доступны в продаже по отдельности.

## Малые барабаны

### Коллекционные деревянные
- Коллекционная серия — как и все остальные барабаны коллекционной серии, изготавливаются из клёна или берёзы; предлагается широкий выбор цветов и размеров.
- «Солид Стейв» — выполнены из цельных планок дуба, ясеня или гевеи. Только лакированное покрытие.
- «Супер Солид»/«Супер Солид Эдж» — кадло, объединённое с упрочняющими ободами, выполнено из цельного чурбана. Как и в коллекционной серии, могут быть изготовлены на заказ. Серия «Эдж» может быть дополнена вишнёвыми, ореховыми и кленовыми кольцами для создания особого звучания.

### Коллекционные металлические
Металлические барабаны выполняются из различных металлов и сплавов — стали, нержавеющей стали, меди, латуни, бронзы и алюминия. В 2010 году выпущена серия «Винтэдж стил», выполняемая с медным или латунным покрытием. Стальные, медные, латунные и бронзовые барабаны можно заказать с полированным или рифлёным покрытием.

### Коллекционные специальные
- «Эдж»/«Топ Эдж» — Барабаны выполнены из хромированной латуни с кленовым кольцом в средней части. Как и в коллекционной серии, могут быть заказаны с различными покрытиями. В 2010 году представлена серия «Топ Эдж», отличающаяся от обычных «Эдж» тем, что металлическая часть находится наверху, а диагональная деревянная часть — внизу.
- «Акустик И-Кью» — разработанная при участии Рэндалла Мэя, серия оснащается клапаном, позволяющим регулировать воздушное сообщение между внутренним объёмом барабана и окружающим воздухом. Производится из клёна.
- «Баллада» — напольный малый барабан размерами 16 на 10 дюймов, выполненный по технологии «Ви-Эль-Ти» и с углублённым ложем для струн.

### Прочие
- Классические — выполнены из массива тополя и махагони с двухслойным покрытием пластиков.
- Джазовая серия — выполнены из клёна с плотным внутренним слоем из дерева гамвуд. Как и во всей классической серии, поставляются с литыми обручами, но возможна их замена на штампованные. Барабаны можно заказать любого цвета и с любым покрытием.
- «Эко-экс» — Бамбуково-берёзовые диагональные барабаны без упрочняющего обода.

## Принадлежности
Кроме производства барабанов, Ди-Дабл-ю также выпускает высококачественное барабанное оборудование. На большинстве стоек для тарелок применяется патентованный замок «Теклок», предотвращающий проскальзывание подвеса тарелки; замок открывается барабанным ключом. Также особенностью Ди-Дабл-ю является устройство «Догбоун», предельно уменьшающее количество необходимых стоек под тарелки. Также разрабатывается оборудование для перкуссии и система рамного монтажа.

### Стойки
- Серия 9000 — принадлежности повышенной прочности.
- Серия 8000 — Представленная в 2010 году серия сверхпрочных принадлежностей, рассчитанная на барабанщиков, играющих тяжёлую музыку. Все стойки серии 8000 поставляются с крупным трёхногим основанием для повышенной устойчивости и противовесами на стойках для тарелок. Особенностью серии является плечо двойного назначения, позволяющее закреплять томы и тарелки на одной и той же стойке.
- Серия 7000 — серия стоек с одинарными опорами для выездов.
- Серия 6000 — облегчённая серия для джазовых барабанщиков. Особенностью серии является стул-чемодан, изобретённый ещё в 1970-е годы.
- Серия 5000 — серия оборудования среднего усиления.
- Серия 3000 — Представленная в 2010 году недорогая серия оборудования. Повторяя большинство черт серии 5000, эти стойки меньше по весу, что облегчает перевозку.

### Педали
Кроме стоек, Ди-Дабл-ю также предлагает широкий выбор педалей. Их особенностью является петля на шарикоподшипниках, снижающая трение во время игры. Другая особенность состоит в одноопорном исполнении двойной педали, позволяющем устанавливать её теснее с педалью стойки хай-хэта, что даёт свободу для мелкой игры ногой.
- Серия 9000 — серия педалей высшего уровня. На ней применяется настраиваемый кулачок, позволяющий музыканту переводить педаль из ускоренного режима «Акселератор» в более мощный режим «Турбо». Также педаль оборудована плавающим ротором и нейлоновым ремнём, которым можно заменить цепной привод.
- Серия 8000 — находясь между сериями 9000 и 5000, эта серия заимствует черты обеих.
- Серия 6000 — облегчённая серия педалей. Доступна с приводами «Акселератор», «Турбо» и ременным.
- Серия 5000 — серия наиболее широкой области применения. Доступна с приводами «Акселератор», «Турбо» и ременным. В 2010 году представлена модель без подпятника.
- Серия 3000 — недорогая серия педалей. Перемаркированный образец снятой с производства серии 7000. Конструктивно близка к серии 5000. Доступна только с приводом «Турбо».
- Серия 2000 — бюджетная серия педалей. Перемаркированный образец снятой с производства серии 4000.